# Тъмни векове на Средновековието
Вижте пояснителната страница за други значения на Тъмни векове.
Тъмните векове (или тъмна епоха) e периодът от време, за който съществуват само малко източници и археологични находки, което затруднява историческото му проучване.
В Европа това се отнася за периоди от ранното Средновековие 6 век – 8 век, 10 век, както за времето на преселението на народите в Британия за времето след оттеглянето на римляните.
| Век    | Migne Нр. | Произведения |
| ------ | --------- | ------------ |
| 7 век  | 80 – 88   | 8            |
| 8 век  | 89 – 96   | 7            |
| 9 век  | 97 – 130  | 33           |
| 10 век | 131 – 138 | 7            |
| 11 век | 139 – 151 | 12           |
| 12 век | 162 – 191 | 39           |
| 13 век | 192 – 217 | 25           |

## Етимология
Идеята е въведена от Франческо Петрарка, известен италиански поет и учен, смята се за основоположник на Ренесанса. Петрарка бил образован и чел много за Древен Рим и Древна Елада, от текстове из цяла Европа. Той преоткривал и преписвал класически гръцки и латински текстове. Сравнявайки Класическата античност със съвремието си и въобще историята след Римската империя, Петрарка изразил разликата с типичния контраст светлина-мрак. Това прави през 30 години на 14 век и за пръв път дава нецърковно значение на тази опозиция (използвана често тъждествено на опозицията добро-зло). Желае да разпространи хуманистичните идеи, изкуство и литература на класическия период. Около 1343 пише епоса „Африка“, и към края не текста присъстват думите: „Моята съдба е да се живее сред разнообразните и противоречащи бури. Но за вас може би, ако както се надявам и ще живеете дълго след мен, там ще последва по-добра епоха. Този сън на забравата не ще трае вечно. Когато тъмнината се разпръсне, нашите потомци могат да дойдат отново в бившия чист блясък.“ Историците от следващия век Леонардо Бруни и Флавио Биондо допълват идеите на Петрарка като добавят трета „по-добра“ епоха. Средната (мрачния период на Петрарка) по-късно става известна като media tempestas (1469) или medium aevum (1604) – това е Средновековието.
Терминът тъмни векове първо е използван от Цезар Бароний в десетия му том, говорейки за периода от Каролингската империя до Грегорианската реформа(888 – 1046): „Новиата епоха (saeculum), която поради своите грубост и безплодие на добро може да се нарече желязна, със своята низост и натежала заради многото зло, и още повече заради липсата на писатели (inopia Scriptorum) – тъмна (obscurum)“. За разлика от Петрарка, за него вековете са „тъмни“, защото не може да узнае за тях (липса на извори), те оставят в тъмнината, където не могат да се видят. Чак през XVII-XVIII век термина започва да се използва повече.
През Просвещението и Романтизма се набляга върху идеята на Петрарка, а в днешно време – върху тази на Бароний. Понякога се избягва използването на термина, за да не се получи объркване, тъй като времевите му граници са далеч от определими.

## Държавата и обществото
След падането на Западната римска империя, огромни пространства остават свободни за разширение на варварските държави, някои от които възникнали в пределите на бившата империя. На териториите на Германия се заселяват алемани и се създава херцогство на баварци, в трансалпийския регион – руги, в Шотландия – пикти. По-късно, през VII век аварите и българите започват да играят роля в политиката на Европа. Франките започват да образуват държавата си около V век и по-късно се превръща в „наследник“ на Западната римска империя.
Византия си възвръща част от контрола при Юстиниан, но мечтата му да обедини териториите на бившия Рим (всъщност Византия по това време се е наричала Рим, а гражданите ѝ – ромеи, по-нататък в историята се прави разлика с цел хронологични граници). Арабите остават заплаха за Византия още дълго време.
Повечето държави създадени по това време са сеньоро-васални и в тях се развива феодализма. Земята е от огромно значение за държавата и обществото в този период. Градовете в Западна Европа се развиват по-късно отколкото тези по бивши територии на Източната римска империя. Много от селяните били „свързани“ със земята, така наречените крепостни селяни и при смяна на владетеля на земята и те ставали негови поданици.
Голяма част от населението е неграмотно, дори и много от кралете. Обществото е изградено от три съсловия – работещи, воюващи и молещи, като само последните имат някакъв реален допир с книги, документи и т.н., писани преди това или по време на Тъмните векове, тъй като много от тях били или на латински, или на гръцки. Поради това науката се развива с много бавна скорост.

## Религията
През Тъмните векове християнството се разпространява из по-голямата част на Европа. Оригинално гонени и изповядващи религията си незаконно, християните вече свободно населявали Южна, Централна, и Западна Европа около VII-VIII век. Разбира се, това води и до засилването на Църквата в политиката на Европа. За да се стигне до това обаче, кралете нерядко е трябвало насилствено да християнизират огромни групи хора и да водят войни с езичници без друга сериозна причина.
През Тъмните векове се появява и ислямът, който също играе голяма роля в политиката. Само за около век арабите вече завзели Северна Африка, бивши територии на Персия, Византия, острови в Средиземно море, Испания. Съревнованието между халифите и кралете продължава до края на, а и след Тъмните векове.
Поради неграмотността на хората, възникват многобройни ереси и религиозни борби, тъй като повечето от тях не могат да прочетат Библията. Най-разпространената ерес по това време е арианството – много от вест- и остготските, бургундските и вандалските крале били ариани. Държавите им бавно западнали, тъй като двете големи църковни формирования били около Константинополския патриарх и Римския папа. С разпространението на християнството много от кралете станали част от някоя от двете и това оставили готите и т.н. в неудобно положение на обграждане с врагове. Някои ереси, например богомилството, съдържат донякъде популистко настроени идеи (че не трябва да се събират данъци от простите хора и т.н.) и логично възникват при упадък на държавата, когато условията за третото съсловие са още по-лоши от нормалните.
В този период се развива и отшелничеството, част от най-старите християнски идеи. На места, където броят на отшелниците става голям, се създават манастири.